# Le notti del lupo
Le notti del lupo (Werewolf) è una serie televisiva statunitense in 28 episodi (più un pilot) trasmessi per la prima volta nel corso di una sola stagione dal 1987 al 1988.
È una serie horror incentrata sulle vicende di Eric Cord (John J. York), uno studente universitario che si trasforma in un lupo mannaro e che cerca di liberarsi dalla sua maledizione uccidendo un licantropo dell'età di 1600 anni, un vagabondo di nome Janos Skorzeny (interpretato da Chuck Connors nel suo ultimo ruolo televisivo). Sulle tracce di Skorzeny, Eric si ritrova egli stesso alle calcagna il cacciatore di taglie "Alamo" Joe Rogan (Lance Legault). Tuttavia, Cord scoprirà poi che è un altro licantropo, Nicholas Remy (Brian Thompson), ad essere all'origine della sua linea di sangue. La serie cominciò sulla rete Fox con un pilot della durata di due ore e proseguì con 28 episodi di mezz'ora.

## Trama
Eric Cord è uno studente universitario la cui vita viene stravolta la notte in cui il suo compagno di stanza Ted gli porge una pistola caricata con proiettili d'argento. Ted è un lupo mannaro autore di diversi omicidi e chiede a Eric di ucciderlo perché la morte è la sua unica via d'uscita. Un pentagramma rosso sul palmo della mano destra di Ted è il segno che il cambiamento sta arrivando. Di fronte all'incredulità di Eric, Ted decide di dimostrargli la sua situazione e si fa legare a una sedia fino alla mezzanotte. Trasformatosi in lupo, viene ucciso da Eric ma non prima di averlo morso. In poco tempo, Eric scopre un pentagramma sul palmo della sua mano e subito dopo subisce la trasformazione in un lupo mannaro. In fuga per l'omicidio del suo amico, si mette alla ricerca del creatore della sua linea di sangue, il misterioso Janos Skorzeny, la cui morte spezzerà la maledizione.
La serie è simile nel tono e nella formula ad altre serie quali Il fuggitivo e L'incredibile Hulk ma aggiunge al tutto un tocco horror mescolando una colonna sonora di suspense a tematiche proprie del filone orrorifico. Eric vaga da un posto all'altro, in autostop, vivendo di lavoretti e instaurando rapporti con vari personaggi che incontra lungo la strada, oltre a salvare i suoi nuovi amici dalle grinfie di qualche malfattore. Anche se Eric sembra non avere alcun controllo sulle sue azioni quando ha le sembianze di lupo mannaro e non mantenere alcun ricordo precedente e successivo alla trasformazione, tipicamente attacca solo personaggi cattivi, mai una persona innocente. Tuttavia questa sorta di auto-controllo va via via scemando. Ted gli aveva fatto comprendere che le continue trasformazioni in licantropo avrebbero via via eroso la sua coscienza e la sua forza di volontà se non avesse trovato un modo di terminare la maledizione.
Verso la fine della serie viene rivelato che il creatore della linea di sangue di Eric non è Janos Skorzeny, ma un lupo mannaro ancora più potente e malvagio di nome Nicholas Remy. La serie si conclude prima che Eric possa liberarsi della sua maledizione.

## Personaggi e interpreti
- Eric Cord (29 episodi, 1987-1988), interpretato da John J. York.
- Alamo Joe Rogan (29 episodi, 1987-1988), interpretato da Lance LeGault.
- Janos Skorzeny (8 episodi, 1987-1988), interpretato da Chuck Connors.
- Nicholas Remy (6 episodi, 1987-1988), interpretato da Brian Thompson.
- Eddie Armonni (2 episodi, 1987), interpretato da Ethan Phillips.
- Doc (2 episodi, 1987-1988), interpretato da Henry Beckman.
- Lansford (2 episodi, 1987), interpretato da David Cowgill.
- Attore (2 episodi, 1987), interpretato da Kevin Gage.
- giovane Skorzeny (2 episodi, 1988), interpretato da Todd Bryant.
- Mime (2 episodi, 1988), interpretato da Alex Daniels.
- Eddie Cord (2 episodi, 1988), interpretato da Chuck Long.
- Diane Bathory (2 episodi, 1988), interpretata da Kim Johnston Ulrich.
- Bob Phillips (2 episodi, 1988), interpretato da Ben Zeller.

## Produzione
La serie, ideata da Frank Lupo, fu prodotta da TriStar Television Le musiche furono composte da Sylvester Levay.

### Registi
Tra i registi della serie sono accreditati:
- James Darren (8 episodi, 1987-1988)
- David Hemmings (8 episodi, 1987-1988)
- Richard A. Colla (2 episodi, 1988)
- Lyndon Chubbuck
- Sidney Hayers
- Guy Magar
- Jon Paré
- Larry Shaw

## Distribuzione
La serie fu trasmessa negli Stati Uniti dall'11 luglio 1987 al 21 agosto 1988 sulla rete televisiva Fox. In Italia è stata trasmessa con il titolo Le notti del lupo.
Alcune delle uscite internazionali sono state:
- negli Stati Uniti il 11 luglio 1987 (Werewolf)
- in Francia il 12 maggio 1988 (La malédiction du loup-garou)
- in Finlandia (Täydenkuun kirous)
- in Germania Ovest (Der Werwolf kehrt zurück)
- in Italia (Le notti del lupo)

## Episodi
| Stagione       | Episodi           | Prima TV USA |
| -------------- | ----------------- | ------------ |
| Prima stagione | 28 (più un pilot) | 1987-1988    |